# 3-та СС дивизия Тотенкопф
3-та СС танкова дивизия „Тотенкопф“ (на немски: SS-Division „Totenkopf“), в превод – „Totenkopf“ – череп) е военно формирование от СС части, от армията на Нацистка Германия, по време на Втората световна война.

## Създаване на дивизията
Дивизията е създадена в периода 16 октомври – 1 ноември 1939 година в град Дахау, Германия, като моторизирана пехота. В нейния състав влизат части, занимаващи се с охрана на концентрационни лагери, части СС-„Мъртвешка глава“ и отбранителен батальон СС-Данциг, охраняващ пруския град Данциг в предвоенните години.
Първият командир на новосформираната част става основателят на частите СС Мъртвешка глава – Теодор Ейке, дотогава комендант на концентрационен лагер Дахау. По време на военното обучение на дивизията, лагера в Дахау е опразнен от лагерници и е превърнат в лагер за обучение на дивизията, а по-късно и на други СС дивизии.

## Участие във военни действия през Втората световна война
Дивизията участва в западната кампания на третия райх, през 1940 година, и остава впоследствие в качеството на окупационни войски в Аквитания (Франция). При инвазията в СССР, през юни 1941 година, частите от дивизията се озовават в северната група армии на Вермахта, взимайки отначало участие в бойнните действия при обкръжението при Дамянск.
В периода от юни 1941 до януари 1942 година, дивизията губи приблизително 80% (пленени или убити), от личния си състав. Вследствие на това, дивизията е изтеглена от източния фронт и е прехвърлена в Южна Франция. Пленените бойци от дивизията са обвинени от съветската армия в извършването на тежки военни престъпления и са изпратени в лагерите ГУЛАГ, където практически всички умират.

## Състав на дивизията

### SS-Totenkopf-Division (1939)
- 1-ви СС Пехотен полк „Тотенкопф“ (на немски – SS-Totenkopf-Infanterie-Regiment 1)
- 2-ри СС Пехотен полк „Тотенкопф“ (на немски – SS-Totenkopf-Infanterie-Regiment 2)
- 3-ти СС Пехотен полк „Тотенкопф“ (на немски – SS-Totenkopf-Infanterie-Regiment 3)
- СС Артилерийски полк „Тотенкопф“ (на немски – SS-Totenkopf-Artillerie-Regiment)
- СС Батальон тежка артилерия „Тотенкопф“ (на немски – schwere SS-Totenkopf-Artillerie-Abteilung)
- СС Разузнавателен батальон „Тотенкопф“ (на немски – SS-Totenkopf-Aufklärungs-Abteilung)
- СС Батальон за противотанкова отбрана „Тотенкопф“ (на немски – SS-Totenkopf-Panzerabwehr-Abteilung)
- СС Сапьорен батальон „Тотенкопф“ (на немски – SS-Totenkopf-Pionier-Bataillon)
- СС Свързочен батальон „Тотенкопф“ (на немски – SS-Totenkopf-Nachrichten-Abteilung)

### SS-Panzergrenadier-Division „Totenkopf“ (1942)
- 1-ви СС танково-гренадерски батальон „Тотенкопф“ (на немски – SS-Panzergrenadier-Regiment 1 Totenkopf)
- 3-ри СС танково-гренадерски батальон „Тотенкопф“ (на немски – SS-Panzergrenadier-Regiment 3 Totenkopf)
- 3-ти СС танков полк (на немски – Panzer-Regiment 3)
- СС Батальон САУ „Тотенкопф“ (на немски – SS-Totenkopf-Sturmgeschütz-Abteilung)
- СС Разузнавателен батальон „Тотенкопф“ (на немски – SS-Totenkopf-Aufklärungs-Abteilung)
- СС Мотострелкови батальон „Тотенкопф“ (на немски – SS-Totenkopf-Kradschützen-Bataillon)
- СС Батальон за противотанкова отбрана „Тотенкопф“ (на немски – SS-Totenkopf-Panzerjäger-Abteilung)
- СС Сапьорен батальон „Тотенкопф“ (на немски – SS-Totenkopf-Pionier-Bataillon)
- СС Батальон за противовоздушна отбрана „Тотенкопф“ (на немски – SS-Totenkopf-Flak-Abteilung)
- СС Свързочен батальон „Тотенкопф“ (на немски – SS-Totenkopf-Nachrichten-Abteilung)

### 3.SS-Panzer-Division „Totenkopf“ (1944) (1944)
- 3-ти СС танков полк „Тотенкопф“ (на немски – SS Panzer-Regiment 3 Totenkopf)
- 5-и СС танково-гренадерски полк „Туле“ (на немски – SS Panzer-Grenadier-Regiment 5 Thule)
- 6-и СС танково-гренадирски полк „Теодор Ейке“ (на немски – SS Panzer-Grenadier-Regiment 6 „Theodor Eicke“)
- 3-ти СС танково-артиллерийский полк (на немски – SS Panzer-Artillerie-Regiment 3)
- 3-ти СС артилерийски батальон за противовоздушна отбрана (на немски – SS Flak-Artillerie-Abteilung 3)
- 3-ти СС батальон САУ (на немски – SS Sturmgeschütz-Abteilung 3)
- 3-ти СС танков разузнавателен батальон (на немски – SS Panzer-Aufklärungs-Abteilung 3)
- 3-ти СС батальон противотанкова отбрана (на немски – SS Panzerjäger-Abteilung 3)
- 3-ти СС сапьорски батальон (на немски – SS Panzer-Pionier-Bataillon 3)
- 3-ти СС свързочен батальон (на немски – SS Panzer-Nachrichten-Abteilung 3)
- 3-то СС снабдително подразделение (на немски – SS Versorgungs-Einheiten 3)

## Командващи дивизията
- 1 ноември 1939 – 7 юли 1941 – обергруппенфюрер от СС Теодор Ейке
- 7 юли – 18 юли 1941 – обергруппенфюрер от СС Матиас Клайнхайстеркамп
- 18 юли – 19 септември 1941 – обергруппенфюрер от СС Георг Кеплер
- 19 септември 1941 – 26 февруари 1943 – обергруппенфюрер от СС Теодор Ейке
- 26 февруари – 27 април 1943 – обергруппенфюрер от СС Херман Прис
- 27 април – 15 май 1943 – группенфюрер от СС Хайнц Ламмердинг
- 15 май – 22 октомври 1943 – группенфюрер от СС Макс Симон
- 22 октомври 1943 – 21 юни 1944 – обергруппенфюрер от СС Херман Прис
- 21 юни 1944 – 8 май 1945 – бригадефюрер от СС Хелмут Бекер